# Desa Sukaluyu (administrativ by i Indonesien, lat -6,86, long 107,21)
Desa Sukaluyu är en administrativ by i Indonesien.   Den ligger i provinsen Jawa Barat, i den västra delen av landet, 80 km sydost om huvudstaden Jakarta.